# Desmodium helleri
Desmodium helleri är en ärtväxtart som beskrevs av Johann Joseph Peyritsch. Desmodium helleri ingår i släktet Desmodium och familjen ärtväxter. Inga underarter finns listade i Catalogue of Life.